# Arrondissement de Riom
L'arrondissement de Riom est une division administrative française, située dans le département du Puy-de-Dôme et la région Auvergne-Rhône-Alpes.

## Composition

L'arrondissement dans la région Auvergne-Rhône-Alpes.

### Découpage cantonal avant 2015
La composition de l'arrondissement ne semble pas avoir été affectée par les réorganisations de 1926 et 1942.
En 2015, l'arrondissement de Riom était composé de 13 cantons et 137 communes :
- canton d'Aigueperse, qui groupait 12 communes : Aigueperse, Artonne, Aubiat, Bussières-et-Pruns, Chaptuzat, Effiat, Montpensier, Saint-Agoulin, Saint-Genès-du-Retz, Sardon, Thuret et Vensat.
- canton de Combronde, qui groupait 12 communes : Beauregard-Vendon, Champs, Combronde, Davayat, Gimeaux, Jozerand, Montcel, Prompsat, Saint-Hilaire-la-Croix, Saint-Myon, Teilhède et Yssac-la-Tourette.
- canton d'Ennezat, qui groupait 11 communes : Chappes, Chavaroux, Clerlande, Ennezat, Entraigues, Martres-sur-Morge, Saint-Beauzire, Saint-Ignat, Saint-Laure, Surat et Varennes-sur-Morge.
- canton de Manzat, qui groupait 10 communes : Les Ancizes-Comps, Charbonnières-les-Varennes, Charbonnières-les-Vieilles, Châteauneuf-les-Bains, Loubeyrat, Manzat, Queuille, Saint-Angel, Saint-Georges-de-Mons et Vitrac.
- canton de Menat, qui groupait 12 communes : Blot-l'Église, Lisseuil, Marcillat, Menat, Neuf-Église, Pouzol, Saint-Gal-sur-Sioule, Saint-Pardoux, Saint-Quintin-sur-Sioule, Saint-Rémy-de-Blot, Servant et Teilhet.
- canton de Montaigut, qui groupait 10 communes : Ars-les-Favets, Buxières-sous-Montaigut, La Crouzille, Durmignat, Lapeyrouse, Montaigut, Moureuille, Saint-Éloy-les-Mines, Virlet et Youx.
- canton de Pionsat, qui groupait 10 communes : Bussières, La Cellette, Château-sur-Cher, Pionsat, Le Quartier, Roche-d'Agoux, Saint-Hilaire, Saint-Maigner, Saint-Maurice-près-Pionsat et Vergheas.
- canton de Pontaumur, qui groupait 16 communes : La Celle, Combrailles, Condat-en-Combraille, Fernoël, Giat, Landogne, Miremont, Montel-de-Gelat, Pontaumur, Puy-Saint-Gulmier, Saint-Avit, Saint-Étienne-des-Champs, Saint-Hilaire-les-Monges, Tralaigues, Villossanges et Voingt.
- canton de Pontgibaud, qui groupait 10 communes : Bromont-Lamothe, Chapdes-Beaufort, Cisternes-la-Forêt, La Goutelle, Montfermy, Pontgibaud, Pulvérières, Saint-Jacques-d'Ambur, Saint-Ours et Saint-Pierre-le-Chastel.
- canton de Randan, qui groupait 10 communes : Bas-et-Lezat, Beaumont-lès-Randan, Mons, Randan, Saint-André-le-Coq, Saint-Clément-de-Régnat, Saint-Denis-Combarnazat, Saint-Priest-Bramefant, Saint-Sylvestre-Pragoulin et Villeneuve-les-Cerfs.
- canton de Riom-Est, qui groupait 7 communes et une fraction de commune : Cellule, Châtel-Guyon, Le Cheix, Ménétrol, La Moutade, Pessat-Villeneuve, Riom (fraction de commune) et Saint-Bonnet-près-Riom.
- canton de Riom-Ouest, qui groupait 6 communes et une fraction de commune : Châteaugay, Enval, Malauzat, Marsat, Mozac, Riom (fraction de commune) et Volvic.
- canton de Saint-Gervais-d'Auvergne, qui groupait 10 communes : Ayat-sur-Sioule, Biollet, Charensat, Espinasse, Gouttières, Sainte-Christine, Saint-Gervais-d'Auvergne, Saint-Julien-la-Geneste, Saint-Priest-des-Champs, Sauret-Besserve.

### Découpage cantonal à partir de 2015
Dans la poursuite de la réforme territoriale engagée en 2010, l'Assemblée nationale adopte définitivement le 17 avril 2013 la réforme du mode de scrutin pour les élections départementales destinée à garantir la parité hommes/femmes. Les lois (loi organique 2013-402 et loi 2013-403) sont promulguées le 17 mai 2013. Un nouveau découpage territorial est défini par décret du 21 février 2014 pour le département du Puy-de-Dôme applicable à partir des élections départementales de 2015.
À partir de 2015, l'arrondissement de Riom compte huit cantons. Le nouveau découpage territorial s'affranchissant des limites des arrondissements, quatre cantons sont composés de communes appartenant toutes à l'arrondissement de Riom : Châtel-Guyon, Riom, Saint-Éloy-les-Mines et Saint-Georges-de-Mons. Les quatre autres cantons sont composés de communes appartenant à des arrondissements différents : Aigueperse, Gerzat, Maringues et Saint-Ours.
- Canton d'Aigueperse, qui groupe 24 communes dont 22 situées dans l'arrondissement de Riom : Aigueperse, Artonne, Aubiat, Bussières-et-Pruns, Chappes, Chaptuzat, Chavaroux, Clerlande, Effiat, Ennezat, Entraigues, Martres-sur-Morge, Montpensier, Saint-Agoulin, Saint-Genès-du-Retz, Saint-Ignat, Saint-Laure, Sardon, Surat, Thuret, Varennes-sur-Morge, Vensat
- Canton de Châtel-Guyon, qui groupe 8 communes, toutes situées dans l'arrondissement de Riom : Châteaugay, Châtel-Guyon, Enval, Malauzat, Marsat, Ménétrol, Mozac, Volvic
- Canton de Gerzat, qui groupe 4 communes dont une seule est située dans l'arrondissement de Riom : Saint-Beauzire
- Canton de Maringues, qui groupe 20 communes dont 10 sont situées dans l'arrondissement de Riom : Bas-et-Lezat, Beaumont-lès-Randan, Mons, Randan, Saint-André-le-Coq, Saint-Clément-de-Régnat, Saint-Denis-Combarnazat, Saint-Priest-Bramefant, Saint-Sylvestre-Pragoulin, Villeneuve-les-Cerfs
- Canton de Riom qui groupe 6 communes, toutes situées dans l'arrondissement de Riom :  Cellule, Le Cheix, La Moutade, Pessat-Villeneuve, Riom, Saint-Bonnet-près-Riom
- Canton de Saint-Éloy-les-Mines qui groupe 35 communes, toutes situées dans l'arrondissement de Riom :  Ars-les-Favets, Ayat-sur-Sioule, Biollet, Bussières, Buxières-sous-Montaigut, La Cellette, Charensat, Châteauneuf-les-Bains, Château-sur-Cher, La Crouzille, Durmignat, Espinasse, Gouttières, Lapeyrouse, Menat, Montaigut, Moureuille, Neuf-Église, Pionsat, Le Quartier, Roche-d'Agoux, Saint-Éloy-les-Mines, Saint-Gervais-d'Auvergne, Saint-Hilaire, Saint-Julien-la-Geneste, Saint-Maigner, Saint-Maurice-près-Pionsat, Saint-Priest-des-Champs, Sainte-Christine, Sauret-Besserve, Servant, Teilhet, Vergheas, Virlet, Youx
- Canton de Saint-Georges-de-Mons qui groupe 28 communes, toutes situées dans l'arrondissement de Riom :  Les Ancizes-Comps, Beauregard-Vendon, Blot-l'Église, Champs, Charbonnières-les-Vieilles, Combronde, Davayat, Gimeaux, Jozerand, Lisseuil, Loubeyrat, Manzat, Marcillat, Montcel, Pouzol, Prompsat, Queuille, Saint-Angel, Saint-Gal-sur-Sioule, Saint-Georges-de-Mons, Saint-Hilaire-la-Croix, Saint-Myon, Saint-Pardoux, Saint-Quintin-sur-Sioule, Saint-Rémy-de-Blot, Teilhède, Vitrac, Yssac-la-Tourette
- Canton de Saint-Ours, qui groupe 40 communes dont 27 situées dans l'arrondissement de Riom : Bromont-Lamothe, La Celle, Chapdes-Beaufort, Charbonnières-les-Varennes, Cisternes-la-Forêt, Combrailles, Condat-en-Combraille, Fernoël, Giat, La Goutelle, Landogne, Miremont, Montel-de-Gelat, Montfermy, Pontaumur, Pontgibaud, Pulvérières, Puy-Saint-Gulmier, Saint-Avit, Saint-Étienne-des-Champs, Saint-Hilaire-les-Monges, Saint-Jacques-d'Ambur, Saint-Ours, Saint-Pierre-le-Chastel, Tralaigues, Villossanges, Voingt.

Le 1er janvier 2016, les communes de Cellule et de La Moutade fusionnent pour constituer la commune nouvelle de Chambaron sur Morge. L'arrondissement compte alors 136 communes.

### Découpage de l'arrondissement en 2017
Les limites territoriales des cinq arrondissements du Puy-de-Dôme ont été modifiées par un arrêté du préfet de région du 21 décembre 2016 afin que chaque établissement public de coopération intercommunale à fiscalité propre soit rattaché à un seul arrondissement au 1er janvier 2017. Le périmètre de l'arrondissement de Riom est modifié en conséquence :
- 17 communes ont quitté l'arrondissement de Clermont-Ferrand pour être rattachées à celui de Riom : Bourg-Lastic, Briffons, Chanat-la-Mouteyre, Herment, Lastic, Lussat, Malintrat, Les Martres-d'Artière, Messeix, Prondines, Saint-Germain-près-Herment, Saint-Sulpice, Sauvagnat, Savennes, Sayat, Tortebesse et Verneugheol ;
- 3 communes ont quitté l'arrondissement de Thiers pour être rattachées à celui de Riom : Limons, Luzillat et Maringues.

La commune de Châteaugay a quant à elle quitté l'arrondissement de Riom pour être rattachée à celui de Clermont-Ferrand.
À l'issue du redécoupage des arrondissements du département, l'arrondissement de Riom comprend 155 communes.
Au 1er janvier 2024, l'arrondissement groupe les 155 communes suivantes :
1. Aigueperse
2. Les Ancizes-Comps
3. Ars-les-Favets
4. Artonne
5. Aubiat
6. Ayat-sur-Sioule
7. Bas-et-Lezat
8. Beaumont-lès-Randan
9. Beauregard-Vendon
10. Biollet
11. Blot-l'Église
12. Bourg-Lastic
13. Briffons
14. Bromont-Lamothe
15. Bussières
16. Bussières-et-Pruns
17. Buxières-sous-Montaigut
18. La Celle
19. La Cellette
20. Chambaron sur Morge
21. Champs
22. Chanat-la-Mouteyre
23. Chapdes-Beaufort
24. Chappes
25. Chaptuzat
26. Charbonnières-les-Varennes
27. Charbonnières-les-Vieilles
28. Charensat
29. Châteauneuf-les-Bains
30. Château-sur-Cher
31. Châtel-Guyon
32. Chavaroux
33. Le Cheix
34. Cisternes-la-Forêt
35. Clerlande
36. Combrailles
37. Combronde
38. Condat-en-Combraille
39. La Crouzille
40. Davayat
41. Durmignat
42. Effiat
43. Ennezat
44. Entraigues
45. Enval
46. Espinasse
47. Fernoël
48. Giat
49. Gimeaux
50. La Goutelle
51. Gouttières
52. Herment
53. Jozerand
54. Landogne
55. Lapeyrouse
56. Lastic
57. Limons
58. Lisseuil
59. Loubeyrat
60. Lussat
61. Luzillat
62. Malauzat
63. Malintrat
64. Manzat
65. Marcillat
66. Maringues
67. Marsat
68. Les Martres-d'Artière
69. Martres-sur-Morge
70. Menat
71. Ménétrol
72. Messeix
73. Miremont
74. Mons
75. Montaigut-en-Combraille
76. Montcel
77. Montel-de-Gelat
78. Montfermy
79. Montpensier
80. Moureuille
81. Mozac
82. Neuf-Église
83. Pessat-Villeneuve
84. Pionsat
85. Pontaumur
86. Pontgibaud
87. Pouzol
88. Prompsat
89. Prondines
90. Pulvérières
91. Puy-Saint-Gulmier
92. Le Quartier
93. Queuille
94. Randan
95. Riom
96. Roche-d'Agoux
97. Saint-Agoulin
98. Saint-André-le-Coq
99. Saint-Angel
100. Saint-Avit
101. Saint-Beauzire
102. Saint-Bonnet-près-Riom
103. Sainte-Christine
104. Saint-Clément-de-Régnat
105. Saint-Denis-Combarnazat
106. Saint-Éloy-les-Mines
107. Saint-Étienne-des-Champs
108. Saint-Gal-sur-Sioule
109. Saint-Genès-du-Retz
110. Saint-Georges-de-Mons
111. Saint-Germain-près-Herment
112. Saint-Gervais-d'Auvergne
113. Saint-Hilaire
114. Saint-Hilaire-la-Croix
115. Saint-Hilaire-les-Monges
116. Saint-Ignat
117. Saint-Jacques-d'Ambur
118. Saint-Julien-la-Geneste
119. Saint-Laure
120. Saint-Maigner
121. Saint-Maurice-près-Pionsat
122. Saint-Myon
123. Saint-Ours
124. Saint-Pardoux
125. Saint-Pierre-le-Chastel
126. Saint-Priest-Bramefant
127. Saint-Priest-des-Champs
128. Saint-Quintin-sur-Sioule
129. Saint-Rémy-de-Blot
130. Saint-Sulpice
131. Saint-Sylvestre-Pragoulin
132. Sardon
133. Sauret-Besserve
134. Sauvagnat
135. Savennes
136. Sayat
137. Servant
138. Surat
139. Teilhède
140. Teilhet
141. Thuret
142. Tortebesse
143. Tralaigues
144. Varennes-sur-Morge
145. Vensat
146. Vergheas
147. Verneugheol
148. Villeneuve-les-Cerfs
149. Villossanges
150. Virlet
151. Vitrac
152. Voingt
153. Volvic
154. Youx
155. Yssac-la-Tourette

## Administration

### La sous-préfecture
Riom est chef-lieu d'arrondissement et siège de la sous-préfecture.

### Les sous-préfets
| Période           | Période           | Identité           | Fonction précédente | Observation                                                |
| ----------------- | ----------------- | ------------------ | ------------------- | ---------------------------------------------------------- |
|                   |                   |                    |                     |                                                            |
| mars 1953         |                   | René Tomasini      |                     |                                                            |
|                   |                   |                    |                     |                                                            |
| 1958              |                   | René Bargeton      |                     | Nommé le 18 juillet 1958, prise de fonction le 6 août 1958 |
| ...               |                   |                    |                     |                                                            |
| février 1997      | novembre 1999     | Christian Gueydan  |                     |                                                            |
| décembre 1999     | 5 mars 2004       | Mme Hélène Bourcet |                     |                                                            |
| 5 avril 2004      | 17 septembre 2007 | Alain Bucquet      |                     |                                                            |
| 17 septembre 2007 | 12 décembre 2011  | Jean-Yves Lallart  |                     |                                                            |
| décembre 2011     | 16 juin 2014      | Gilles Giuliani    |                     |                                                            |
| juin 2014         | juin 2015         | Gilles Traimond    |                     | Intérim, sous-préfet de Thiers                             |
| 29 juin 2015      | septembre 2016    | François Valembois |                     |                                                            |
| novembre 2016     | En cours          | Franck Boulanjon   |                     |                                                            |

## Démographie

### Évolution de la population
En 2022, l'arrondissement comptait 137 711 habitants.
| 1968    | 1975    | 1982    | 1990    | 1999    | 2006    | 2011    | 2016    | 2021    |
| ------- | ------- | ------- | ------- | ------- | ------- | ------- | ------- | ------- |
| 102 861 | 102 432 | 106 911 | 110 173 | 109 659 | 114 657 | 118 986 | 135 164 | 137 149 |

| 2022    | - | - | - | - | - | - | - | - |
| ------- | - | - | - | - | - | - | - | - |
| 137 711 | - | - | - | - | - | - | - | - |

### Pyramide des âges
À l'inverse du département, la part des 15-29 ans est moindre.
| Hommes | Classe d’âge | Femmes |
| ------ | ------------ | ------ |
| 0,5    | 90 ans ou +  | 1,2    |
| 7,3    | 75 à 89 ans  | 11     |
| 16     | 60 à 74 ans  | 16,2   |
| 22,5   | 45 à 59 ans  | 21,2   |
| 20,5   | 30 à 44 ans  | 19,5   |
| 15     | 15 à 29 ans  | 13,7   |
| 18,2   | 0 à 14 ans   | 17,1   |

| Hommes | Classe d’âge | Femmes |
| ------ | ------------ | ------ |
| 0,4    | 90 ans ou +  | 1,2    |
| 6,9    | 75 à 89 ans  | 10,8   |
| 15,3   | 60 à 74 ans  | 15,8   |
| 21     | 45 à 59 ans  | 20,4   |
| 20,1   | 30 à 44 ans  | 18,4   |
| 19,5   | 15 à 29 ans  | 17,8   |
| 16,9   | 0 à 14 ans   | 15,5   |